# Ida Brun
Adelaide Caroline Johanne Brun, kendt som Ida Brun eller Ida (de) Bombelles (født 20. september 1792 på Sophienholm i Frederiksdal, død 23. november 1857 i Wien) var en dansk sangerinde og danserinde. Hun var datter af Constantin og Frederikke Brun, født Münter, og søster til C.F.B. Brun.

## Biografi
Ida Brun blev fra sin tidlige ungdom kendt for sine evner til at optræde med sang og dans. Særligt hendes attituder (en stilling inden for balletkunsten) blev beundrede af datidens kunstnere som eksempelvis Goethe, A.W. Schlegel, Madame de Staël og navnlig Bertel Thorvaldsen. Kunsten var en slags mime udviklet af Lady Hamilton i Napoli i slutningen af 1780'erne. Ida Brun videreudviklede attituderne til små balletter og optrådte blandt andet i stærkt farvet ansigtssminke som indisk danserinde.
Thorvaldsen akkompagnerede hende ofte på guitar og lod sig stærkt inspirere af hendes attituder. For eksempel mødte billedhuggeren Ida Brun og hendes mor i Borgheseparken i Rom den 3. april 1803 og bad hende da, forsynet med moderens sjal, at udføre nogle attituder.
Det var Ida Brun, der under sin dans laurbærkronede Thorvaldsen ved festen, der blev afholdt i 19. marts 1803 for at fejre afstøbningen af Jason med det gyldne skind i gips, Thomas Hopes bestilling af samme statue i marmor og den generelt begejstrede modtagelse, som værket havde fået i det internationale kunstliv i Rom.
Ida Brun var kun tretten år, da Georgette Ducrest beskrev hende sådan: "Med sin stolte skabning har hun et mærkeligt talent for i sjælfulde stillinger at kunne udtrykke de heftigste lidenskaber og tillige til fuldkommenhed gengive alle afskygninger." Madame de Staël skrev: "Hendes dans er en række mesterværker, der glider forbi øjet. Hvert enkelt kunne man ønske at fastholde for stedse.". Schlegel skrev: "Når udtrykket har nået en vis højde, dvæler hun nogle øjeblikke i samme og lader beskueren betragte den forædlede sandhed i hendes bevægelser, skønheden i stil og det heldige foldekast i sit klædebon. Hendes kunst er forud for hendes år. En sådan evne til anelse i det sarte, jomfruelige sind må afgjort opfattes som en rent genial indskydelse." Til gengæld var der intet særligt ved hende, straks hun forlod scenen: "Hendes gang er vulgær, hendes holdning ret almindelig, og man har møje med at overbevise sig om, at hun er det samme menneske, der et øjeblik før har fortryllet ens blik og fremkalt en sand begejstring," skrev Therese Chotek. Og på trods af så megen begejstring findes der kun få billeder af Ida Bruns attituder.
Ida Brun optrådte ikke for honorar eller løn, da hun kom fra en af de rigeste familier i Danmark. Der blev ejheller nogensinde solgt billetter til hendes eksklusive, private forestillinger. Ikke desto mindre blev hendes optræden mere og mere et pres og en byrde, og hun udviklede anoreksi. Den unge Ida, en køn snarere end smuk pige, der lignede sin særprægede mor, kan ses i Thorvaldsens forbavsende buste. Borte er den "paradisfugl" som Jens Baggesen så i hende, og skildrede sådan:
Skønne hovedlyse, hjertevarme
vingefagre fugl fra Paradis.
Sig, hvordan forvildte du dig, arme,
ned til støvets ørk og livets is?
Hvordan kunne du det ly forlade,
hvor i æterdufte du dig svang
mellem lysets rosenlundes blade,
mens omkring dig søsterengle sang? 
Adam Oehlenschläger skrev digtet "Til Frøken Ida Brun".
Hun blev 1816 gift med den østrigske gesandt i Danmark, greve Louis Philippe de Bombelles (1780-1843). Ægteskabet opfattedes af flere som en uforståelig flugt. Bombelles var forbavsende uimponeret af sin kone og lader til at have haft en udpræget humoristisk sans, som tiltalte Ida, der aldrig mere behøvede at optræde. I sit nye liv som madame Bombelles knyttede hun et varmt venindeforhold til kejser Napoleon 1.s enke Marie Louise af Østrig.

## Gengivelser af Ida Brun
- Bertel Thorvaldsen har portrætteret Ida Brun 1809 i en buste, der findes i original på Thorvaldsens Museum og i kopi i Bakkehusmuseet, gengivet i litografi 1851
- Miniature af Cornelius Høyer ca. 1795, forestillende Ida eller søsteren
- Tegning fra 1805-10 af C.H. Kniep i Bakkehusmuseet
- Portrætmaleri fra 1803 af P.F. Hetsch i privateje
- Tegning af J.L. Lund (Det Nationalhistoriske Museum på Frederiksborg Slot, gengivet i xylografi 1884)
- Portrætmalerier af Ida Brun i Rom af J.L. Lund i flere udgaver 1810 og 1811 (Bakkehusmuseet og Sparresholm, sidstnævnte brændt 2013 (?))[5]
- Portrætmaleri af Bernhard von Guérard ca. 1829.,
- Daguerreotypi fra den 23. august 1847 (Det Kongelige Bibliotek)
- Portrætmaleri af H.N. Hansen ca. 1894
- Silhouet forestillende Ida i 12-årsalderen
- Miniature
- Tre små runde tegninger (Det Kongelige Bibliotek), stukket af G.L. Lahde